# Suché trávníky

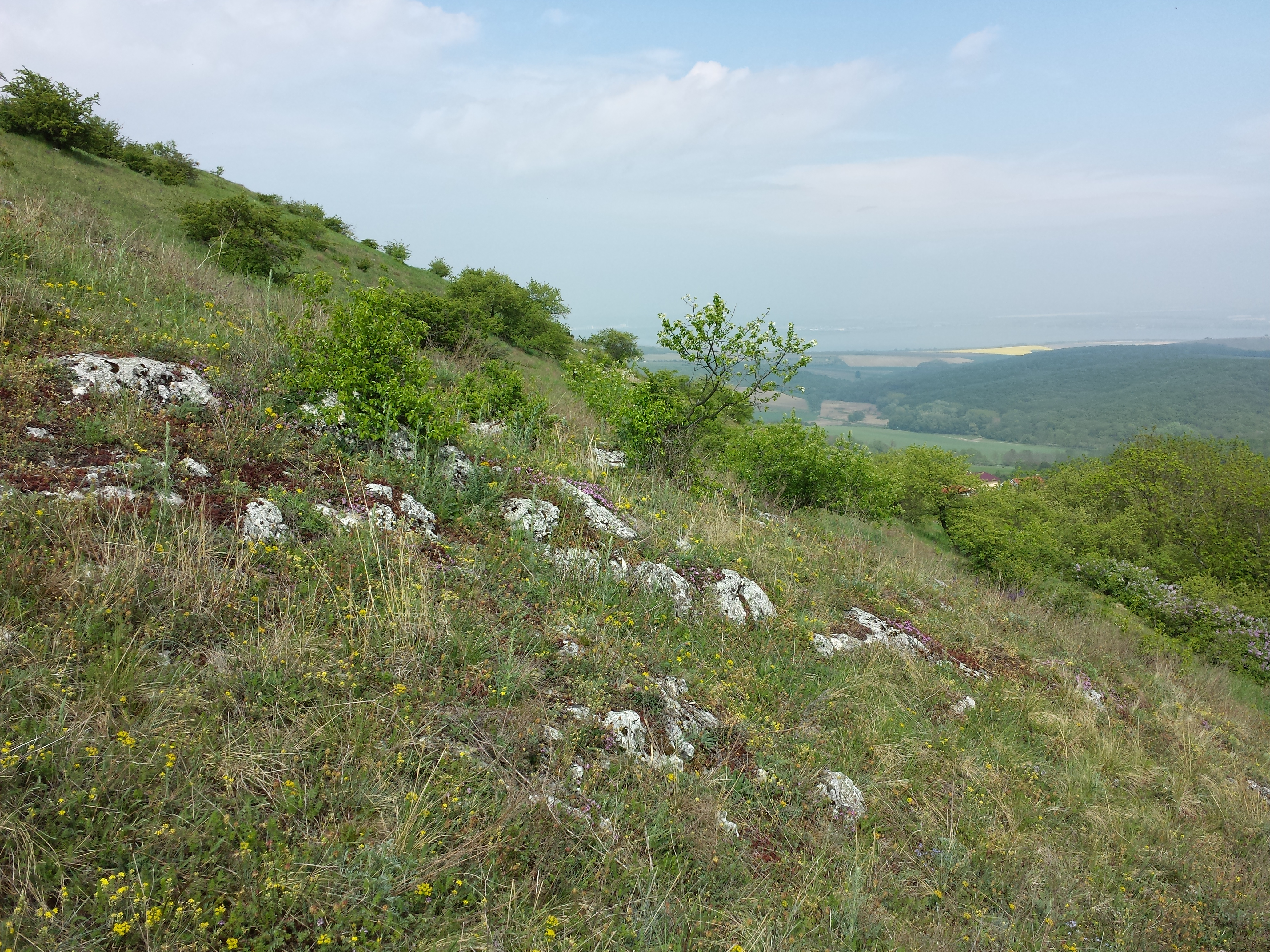
Suchý trávník na Pálavě

Suché trávníky, též xerotermní trávníky, jsou typem primární nebo i sekundární travinné vegetace, která se vyskytuje v oblastech s nižším množstvím srážek a kontinentálním podnebím, převážně ve stepích a lesostepích. Fytocenologicky se eurosibiřské porosty řadí do rozsáhlé třídy Festuco-Brometea, další fytocenologické třídy se vyskytují ve stepích Mongolska a jinde.

## Obecná charakteristika
Jde převážně o teplomilné travinné porosty, doplněné rostlinami s adaptacemi na sucho. Na nejsušších místech převládají trsnaté, úzkolisté trávy, na příznivějších stanovištích pak i širokolisté jednoděložné i dvouděložné byliny. Časté jsou geofyty (rostliny přežívající nepříznivé období stažené v podzemních cibulích a hlízách), jednoleté terofyty a efeméry, stejně jako polokeře a drobné keříky, mnohé hustě chlupaté coby ochrana proti výparu. Mnoho zdejších rostlin má kontinentální či submediteránní areál rozšíření. Hlavní fenologické optimum je v květnu a červnu, dalšími výraznými květnatými aspekty jsou pozdní léto až časný podzim a také časné jaro, kdy má vegetační dobu většin efemér.
V ČR je většina zachovalých suchých trávníků sekundárního původu, vznikly jako náhradní vegetace původních lesů, především teplomilných doubrav, a byly po staletí vyžívány jako pastviny či jednosečné louky. Při opuštění tyto trávníky obvykle zarůstají expanzivními travami (ovsík vyvýšený, třtina křovištní) a křovinami, ohrožením je též pronikání invazního akátu a pajasanu. Přirozené suché trávníky jsou v ČR zřejmě jen na některých místech termofytika (jižní Morava, severozápadní Čechy, Český kras) na exponovaných jižních svazích kopců s mělkou půdou, často na vápencích nebo bazických vulkanitech, a jsou zde reliktem glaciálních stepí; o rozsah a míru této reliktnosti se však vedou dlouhodobé spory.

## Některé typy suchých trávníků

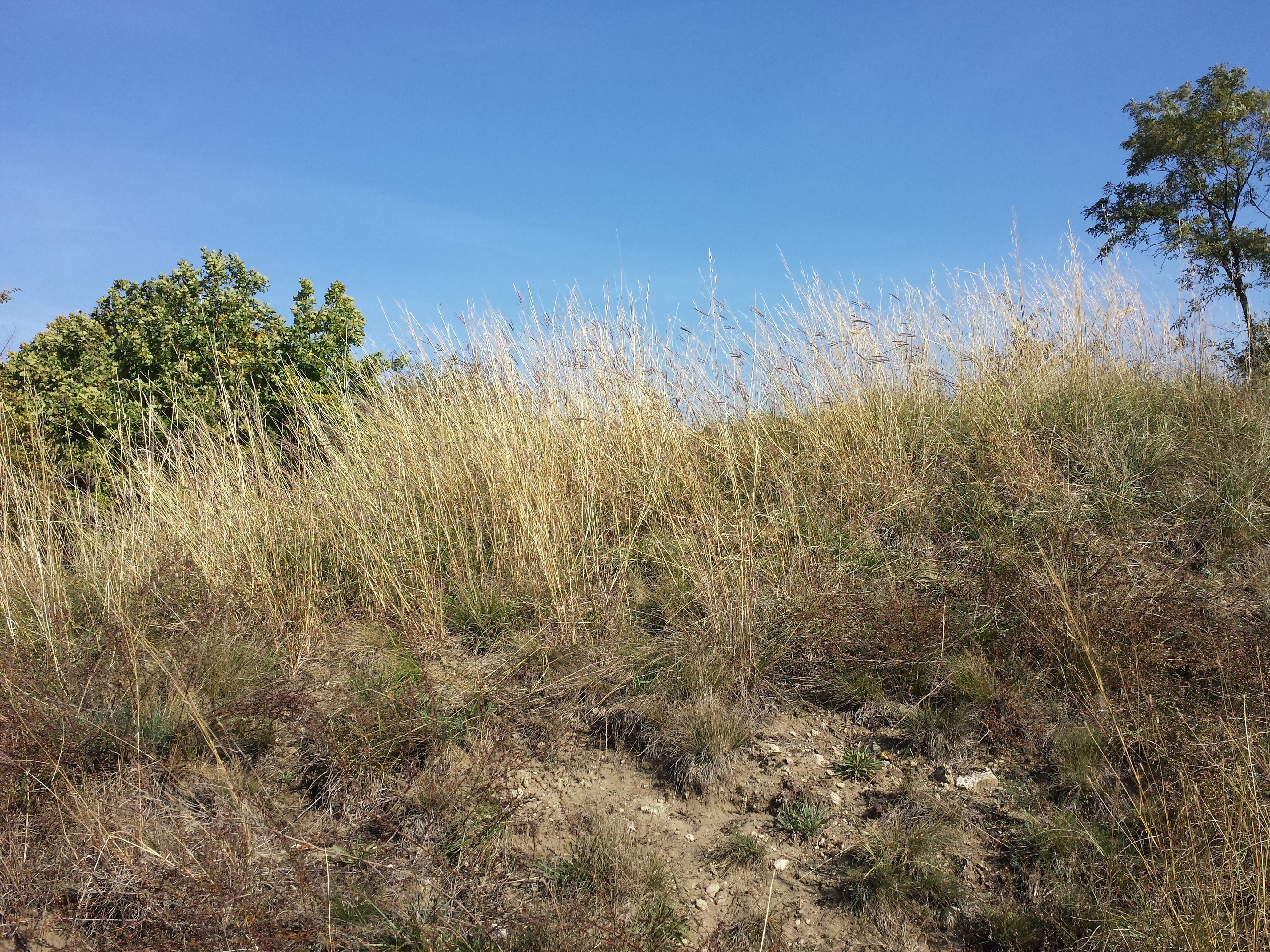
Nezapojený suchý trávník s kavylem vláskovitým

### Úzkolisté stepní trávníky
Vyskytují se na nejsušších místech a jsou typické výskytem trsnatých trav s úzkými, často štětinovitě svinutými listy, jako jsou kavyly a některé druhy kostřav, například kostřava walliská či žlábkatá, ostřice nízká či ovsíř stepní. Trávníky jsou nezapojené, ale druhově bohaté, mezi trsy trav vyrůstají byliny a polokeře jako různé kozince, mateřídoušky, čilimníky, pelyněk ladní, máčka ladní, chrpa latnatá, česnek žlutý, ožanka kalamandra, katrán tatarský atd.

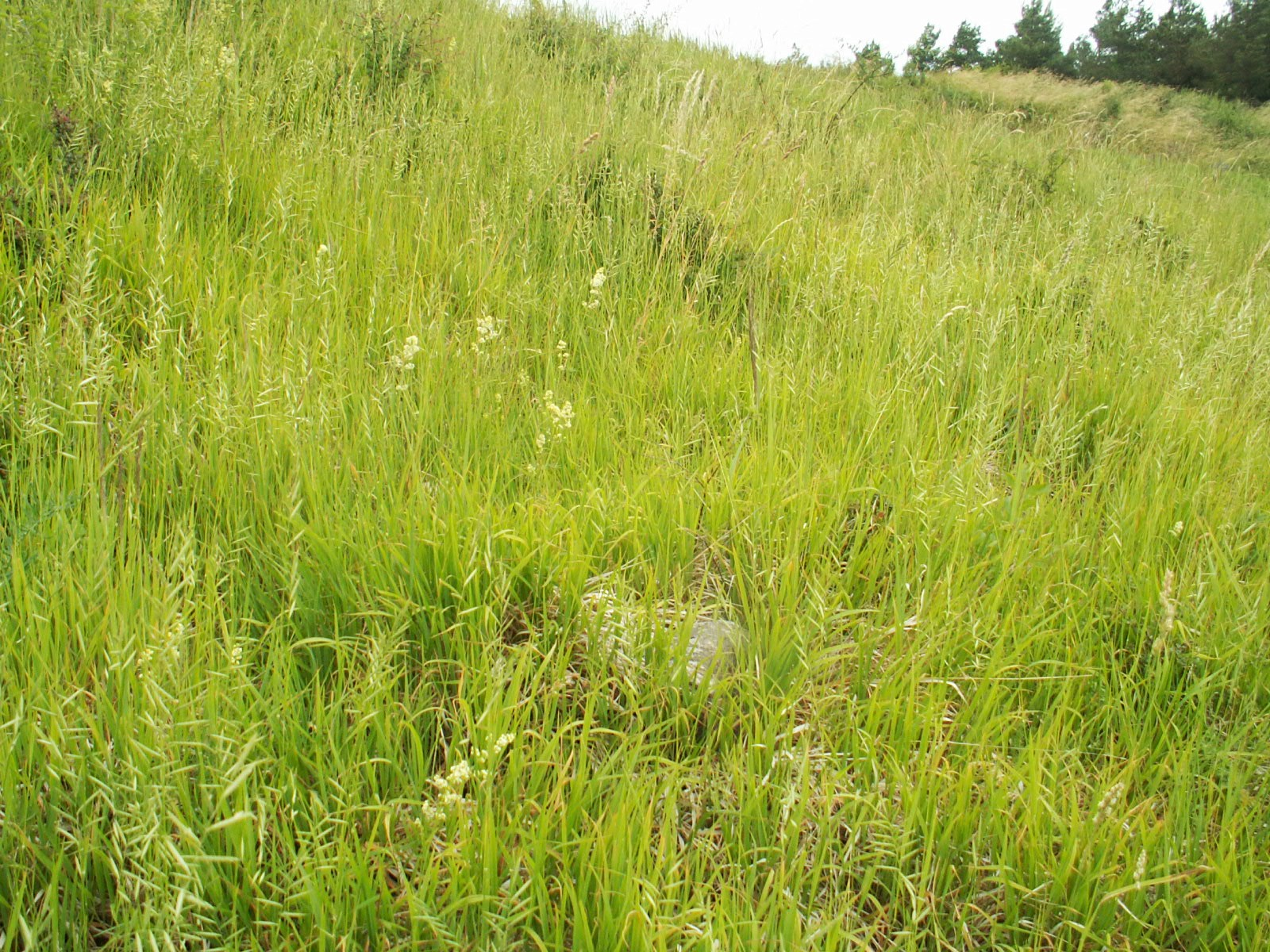
Válečka prapořitá

### Širokolisté suché trávníky
Nazývají se též luční stepi či stepní louky a představují přechod mezi stepní a mezofilnější luční vegetací. Převažují zde trávy se širšími listy, jako válečka prapořitá či svěřep vzpřímený. Jsou druhově velmi bohatým biotopem, s množstvím kvetoucích bylin (šalvěje, hvězdnice chlumní, hvězdnice zlatovlásek, chrpy, lny, vítody, hlaváče, některé druhy lesních lemů a teplomilných doubrav) a často též orchidejí. K širokolistým suchým trávníkům patří též většina chráněných bělokarpatských luk.

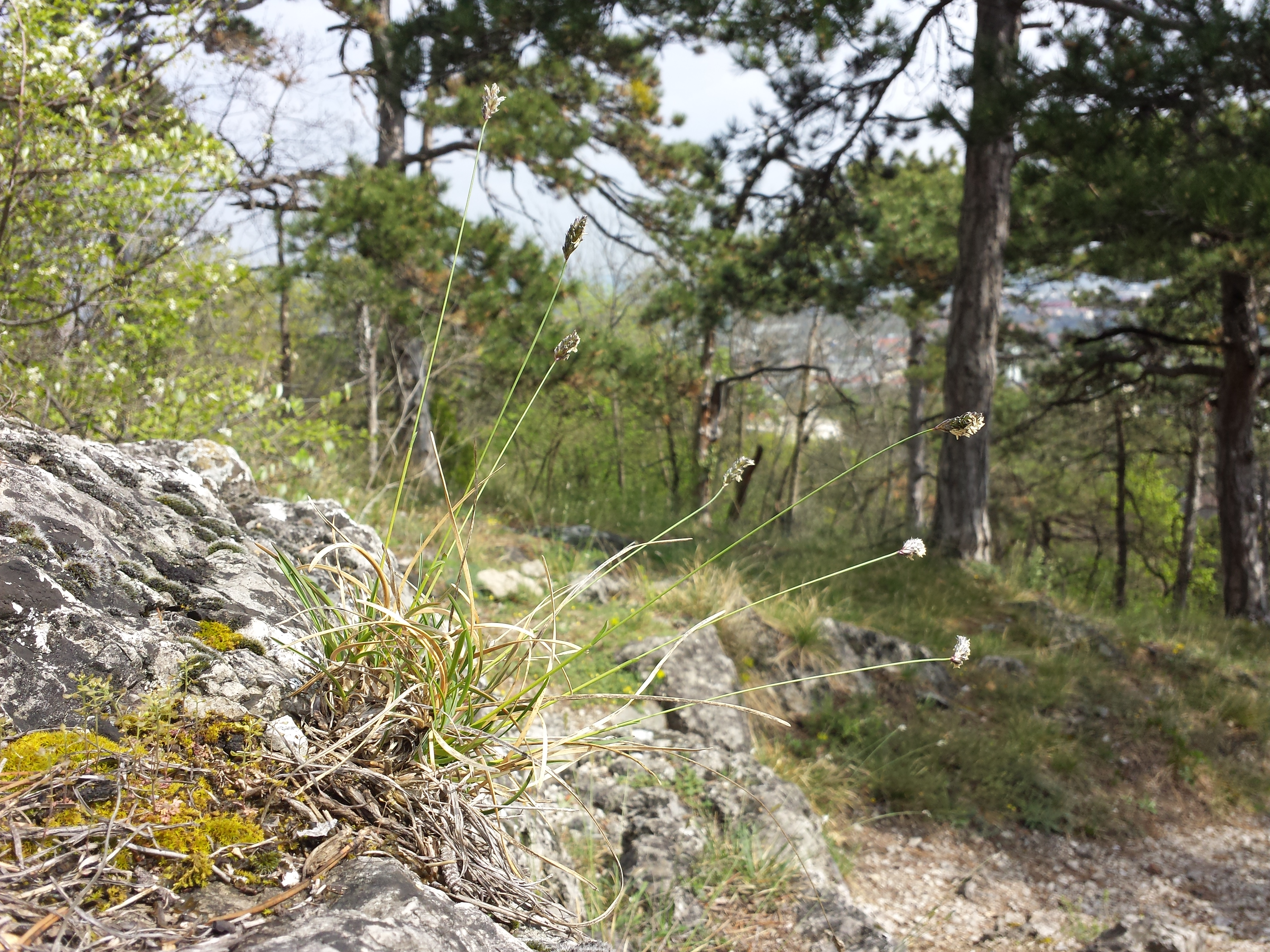
Skála s pěchavou vápnomilnou

### Suché trávníky skalních stepí
Obvyklou dominantní rostlinou je kostřava sivá, vyskytující se jak na kyselých, tak vápnitých stanovištích. Je to málo zapojená vegetace, sestávající z roztroušených trsů trav a kvetoucích bylin, včetně sukulentních (např. česnek šerý horský, tařice skalní, devaterník vekokvětý, sesel sivý, různé rozchodníky, na jižní Moravě též zvonek sibiřský, ožanka horská, kosatec nízký a další). Výhradně na vápnitých skalách často severní nebo západní orientace se vyskytují trávníky s pěchavou vápnomilnou a množstvím reliktních dealpínských druhů, jako je např. lomikámen vždyživý nebo dvojštítek hladkoplodý.

### Acidofilní suché trávníky
Vyvíjejí se jako náhradní společenstvo po vykácení původních acidofilních doubrav na kyselých substrátech, převážně na výslunných svazích s mělkou půdou. Dominantními travinami jsou ovsíř luční, kostřava ovčí či bojínek tuhý, hojné je zastoupení bylinných acidofytů, jako je smolnička obecná, pavinec horský, šťovík menší, chlupáček obecný či rozrazil klasnatý.

## Význam
Většina rozsáhlých porostů suchých trávníků byla v minulosti přeměněna na ornou půdu. Některé lze využívat jako pastviny, zejména pro ovce a kozy, či jednosečné louky. Vzhledem ke svému druhovému bohatství mají značný význam pro ochranu biodiverzity, pro svoje zachování však v rámci České republiky potřebují ochranářský management.